# Heinz Schmeißner
Heinz Schmeißner (* 15. März 1905 in Nürnberg; † 25. September 1997 ebenda) war ein deutscher Architekt, Stadtplaner und Baubeamter. Er war stilistisch am Traditionalismus orientiert und maßgeblich am Wiederaufbau der Stadt Nürnberg beteiligt.

## Leben
Heinz Schmeißner ist am 15. März 1905 als Sohn des Nürnberger Architekten Jakob Schmeissner und dessen Ehefrau Luise, geb. Balmberger, geboren worden. Er stammte aus einer Dynastie von Baumeistern und Zimmerleuten, die sich in Marktleuthen im Landkreis Wunsiedel bis in das 17. Jahrhundert zurückverfolgen lässt.

### Studium und Universität
Heinz Schmeißner war ein Schüler der „Münchner Schule“, er studierte 1923 bis 1927 bei Theodor Fischer und German Bestelmeyer und war 1927 bis 1930 Baureferendar bei der Oberpostdirektion in München. 1930 bis 1933 war er Assistent von Robert Vorhoelzer an der Technischen Hochschule München (Postbauschule). Vorhölzer vertrat das „moderne Bauen“, ihm wurde 1933 die Lehrerlaubnis entzogen, damit auch seinem Assistenten Schmeißner.

### Berufliche Laufbahn
Als Angestellter war er 1933–34 bei Fritz Norkauer in Weimar (Wohnungsbau), danach 1934 beim Stadtbauamt München (Umbau der Ludwigsbrücke) tätig. Dort wurde er nach sechs Monaten entlassen mit der Begründung, „er tauge nicht für die Hauptstadt der Bewegung“. 1936 folgte eine Anstellung auf Probe bei der Stadt Nürnberg mit dem Hinweis von seinem Vorgesetzten Walter Brugmann, Hochbaureferent in Nürnberg: „Wenn er etwas kann, dann kann er bleiben.“
Brugmann, der sich dann selbst vorrangig dem Reichsparteitagsgelände zuwandte, übertrug Schmeißner den Kommunalsektor des Hochbaureferats, Schmeißner wurde zugleich Stellvertreter Brugmanns. OB Liebel stellte ihn vor die endgültige Frage, jetzt Parteimitglied werden zu müssen, so dass er am 1. Mai 1937 in die NSDAP eintrat, jedoch keine Parteifunktion innehatte. Schmeißner gewann 1937 den zweiten Preis im Architekturwettbewerb für das Gauforum in Frankfurt an der Oder, was ihm die Anerkennung Albert Speers einbrachte.
Nachdem Brugmann von Speer nach Berlin gerufen worden war, wurde Schmeißner dessen Nachfolger als Hochbaureferent und in der nationalsozialistisch gelenkten Stadtverwaltung Beigeordneter für das Bauwesen. Er war unter anderem Vertreter der Stadt Nürnberg im Zweckverband Reichsparteitagsgelände und zuständiger Beamter der Stadtverwaltung hierfür. Mit dem Architekten Wilhelm Schlegtendal baute er 1938–1940 die damals nach Hermann Göring und heute nach Konrad Groß benannte Schule in Nürnberg. Mit Kurt Schneckendorf und Wilhelm Schlegtendal plante er die Hochbauten des in einem aufgelassenen Steinbruch als Landschaftspark neu angelegten Nürnberger Tiergartens. 1940 wurde Schmeißner Leiter des Hochbauamts, und nach der Berufung seines Förderers Brugmann zum Generalbauleiter von Berlin trat Schmeißner 1941 dessen Nachfolge als Baureferent an.
Albert Speer beauftragte Schmeißner und Schlegtendal 1941/42 mit der vorbereitenden Planung des Wiederaufbaus der Stadt Nürnberg nach dem Krieg. Bis 1945 war Heinz Schmeißner auch zuständiger Dezernent für den Luftschutzbau und Kunstluftschutz in Nürnberg.

### Nachkriegszeit
Im Juni 1945 wurde Schmeißner von der US-Militäradministration aus dem Dienst der Stadt entlassen. Er hatte zusammen mit Oberbürgermeister Willy Liebel, Amtsleiter Konrad Fries und Denkmalpfleger Julius Lincke die 
Reichskleinodien im Paniersbunker vor den US-amerikanischen Besatzungsbehörden versteckt und wurde deshalb im September 1945 von einem US-Militärgericht zu einer mehrjährigen Zuchthausstrafe verurteilt, die er bis zum Juni 1947 absaß.
Ab 1947 war Schmeißner als freischaffender Architekt tätig und gewann zusammen mit Wilhelm Schlegtendal 1947 den Wettbewerb zum Wiederaufbau Nürnbergs (In der mit dem ersten Preis ausgezeichneten Wettbewerbsarbeit wurde das Grundstück der neun Jahre zuvor abgebrochenen Synagoge anderweitig überplant).
1949 wurde der inzwischen rehabilitierte Schmeißner wieder zum Baureferenten der Stadt Nürnberg gewählt. Er bekleidete dieses Amt bis zu seinem Ruhestand 1970. Der Kreis um Heinz Schmeißner im Hochbauamt während der Jahre 1937–45 (Schlegtendal, Seegy, Schneckendorf) konnte in der Nachkriegszeit bruchlos Architektenkarrieren fortsetzen und prägte maßgeblich den Wiederaufbau und das Baugeschehen im Nürnberg der Nachkriegsjahrzehnte. Neben den drei vorgenannten Nürnberger Architekten war für die Zeit des Wiederaufbaus vor allem Sep Ruf (München) wichtig, der die Bayerische Staatsbank, den Heuss-Bau des Germanischen Nationalmuseums und die Akademie der Bildenden Künste baute.
Schmeißner widersetzte sich auch aktiv der Rückführung des 1934 entfernten Neptunbrunnens auf den Hauptmarkt.
Schmeißner setzte weitestgehend seine (in den Grundzügen bereits vor 1945 entwickelten) Vorstellungen zu einem gemäßigt traditionellen Wiederaufbau durch. Die wiederaufgebaute Stadt sollte – unter Anpassung an die „modernen“ Verkehrsbedürfnisse – wieder die Anmutung an das Nürnberg vor der Zerstörung haben. Der Wiederaufbau Nürnbergs ist zu entscheidenden Teilen das Lebenswerk Schmeißners; mit der Nürnberger Bautradition brechende Großbauten wurden in der Innenstadt erst nach dem Ende seiner Amtszeit realisiert. Schmeißner setzte auch sein Vorhaben durch, in Nürnberg eine klassische U-Bahn zu errichten, das heute bestehende Netz entspricht nahezu vollständig seinem Entwurf. Das von Hermann Jansen im Auftrag von Oberbürgermeister Hermann Luppe bereits 1928 entwickelte Verkehrs- und Strukturkonzept („Jansenplan“) wurde in den wesentlichen Elementen, insbesondere der großen Ringstraße, des neuen Hafens und der Stadtautobahnen an der Peripherie realisiert.

## Auszeichnungen
- Ehrendoktorwürde der Technischen Hochschule München 1970 (Dr.-Ing. E. h.),
- Bürgermedaille der Stadt Nürnberg 1971
- Fritz-Schumacher-Preis (gemeinsam mit Harald Clauß) 1972
- Großes Bundesverdienstkreuz 1986